# 金莲桥
31°34′54″N 120°15′56″E / 31.58165°N 120.26553°E
金莲桥，位于中华人民共和国江苏省无锡市惠山区惠山寺，是江苏省文物保护单位。

## 特点
金莲桥位于江苏无锡惠山寺的御碑亭前，最初由宋朝李纲主持修建。金莲桥为三孔石梁桥，桥长10.7米、宽3.4米。中孔稍高，东西两边的孔成楔形而稍短，桥身呈略弧形。桥端为石砌桥台，石梁两端雕刻神鱼首形。桥两侧石栏板外侧雕刻着宋朝童子图。1982年3月25日，惠山寺金莲桥被列为第三批江苏省文物保护单位。2002年10月，第五批江苏省文物保护单位扩展为“惠山寺庙园林”。